# Wilhelm Fritz von Roettig
Wilhelm Fritz von Roettig est un SS-Brigadeführer, né le  25 juillet 1888 et mort le 10 septembre 1939 au cours de l'invasion de la Pologne. Il est principalement connu pour avoir été le premier général tué au front pendant la Seconde Guerre mondiale.

## Conditions de sa mort pendant la campagne de Pologne
Roettig était un général de l’Ordnungspolizei (un général de police) et son titre complet était Generalmajor der Ordnungspolizei und SS-Brigadeführer. 
Au dixième jour de la campagne de Pologne, Roettig est tué vers 14 h 15 le 10 septembre 1939, près d'Opoczno en Pologne, lorsque sa voiture est prise en embuscade par des troupes polonaises armées de mitrailleuses lourdes. Au cours de l'attaque, Roettig est abattu d'une balle dans la tête.
Le général suivant à mourir après Roettig est le général polonais Józef Kustroń (en), mort le 16 septembre. Le deuxième général allemand tué est le Generaloberst von Fritsch le 22 septembre, alors qu'il avait été révoqué de son poste de commandant en chef de l’armée de terre un an et demi plus tôt (à la suite de l’affaire Blomberg-Fritsch) et qu'il avait été rappelé au service pour occuper un poste de chef de corps d’un régiment d’artillerie.
Une rue de Prague, en Tchécoslovaquie occupée, porta ensuite son nom jusqu'en 1945, date de la libération du pays.